# Southern Cross Mountains
Southern Cross Mountains är ett berg i Antarktis. Det ligger i Östantarktis. Nya Zeeland gör anspråk på området. Toppen på Southern Cross Mountains är 2 212 meter över havet.
Terrängen runt Southern Cross Mountains är kuperad åt nordväst, men åt sydost är den bergig. Trakten är obefolkad. Det finns inga samhällen i närheten.